# Копіюватська сільська рада (Монастирищенський район)
Копіюва́тська сільська́ ра́да — адміністративно-територіальна одиниця та орган місцевого самоврядування в Монастирищенському районі Черкаської області. Адміністративний центр — село Копіювата.

## Загальні відомості
- Населення ради: 727 осіб (станом на 2001 рік)

## Населені пункти
Сільській раді були підпорядковані населені пункти:
- с. Копіювата

## Склад ради
Рада складалася з 12 депутатів та голови.
- Голова ради: Курій Василь Васильович
- Секретар ради: Домачук Світлана Миколаївна

### Керівний склад попередніх скликань
| Прізвище, ім'я, по батькові | Основні відомості                                                 | Дата обрання | Дата звільнення |
| --------------------------- | ----------------------------------------------------------------- | ------------ | --------------- |
| Курій Василь Васильович     | Сільський голова, 1965 року народження, освіта вища, безпартійний | 26.03.2006   | 31.10.2010      |
| Курій Василь Васильович     | Сільський голова, 1965 року народження, освіта вища               | 31.10.2010   |                 |

Примітка: таблиця складена за даними сайту Верховної Ради України

### Депутати
За результатами місцевих виборів 2010 року депутатами ради стали:

#### За суб'єктами висування
| Суб'єкт висування | Кількість обраних депутатів | %    |
| ----------------- | --------------------------- | ---- |
| Самовисування     | 8                           | 66,7 |
| Партія регіонів   | 4                           | 33,3 |

#### За округами
| № округу        | Прізвище, ім'я, по батькові   | Дата визнання обраним | Освіта  | Партійна приналежність | Відомості про обраного депутата |
| --------------- | ----------------------------- | --------------------- | ------- | ---------------------- | ------------------------------- |
| Партія регіонів |                               |                       |         |                        |                                 |
| 1               | Іщук Ольга Іванівна           | 01.11.2010            | середня | член Партії регіонів   | Школа, кухар                    |
| 5               | Крамар Дмитро Семенович       | 01.11.2010            | середня | член Партії регіонів   | ТОВ «Мрія», водій               |
| 10              | Онофрійчук Катерина Павлівна  | 01.11.2010            | середня | член Партії регіонів   | Відділення ощадбанку, касир     |
| 11              | Домачук Вісиль Григорович     | 01.11.2010            | середня | член Партії регіонів   | ДДВМ, ветеринар                 |
| Самовисування   |                               |                       |         |                        |                                 |
| 2               | Рибчинецька Меланія Василівна | 01.11.2010            | середня | позапартійна           | Сільська рада, землевпорядник   |
| 3               | Морозюк Галина Володимирівна  | 01.11.2010            | середня | позапартійна           | ТОВ «Мрія», бухгалтер           |
| 4               | Мельник Зоя Михайлівна        | 01.11.2010            | середня | позапартійна           | Дитсадок, завідувач             |
| 6               | Богайчук Оксана Іванівнаа     | 01.11.2010            | середня | позапартійна           | Пошта, листоноша                |
| 7               | Ясінська Ольга Олександрівна  | 01.11.2010            | середня | позапартійна           | Сільська амбулаторія, медсестра |
| 8               | Нарожна Лілія Василівна       | 01.11.2010            | середня | позапартійна           | Школа, техпрацівниця            |
| 9               | Домачук Світлана Миколаївна   | 01.11.2010            | вища    | позапартійна           | Сільська рада, секретар         |
| 12              | Батаєва Валентина Петрівна    | 01.11.2010            | середня | позапартійна           | пенсіонер                       |